# Potentilla freyniana
Potentilla freyniana är en rosväxtart som beskrevs av Joseph Friedrich Nicolaus Bornmüller. Potentilla freyniana ingår i Fingerörtssläktet som ingår i familjen rosväxter. Utöver nominatformen finns också underarten P. f. sinica.